# Oryszkowce (rejon czortkowski)
Oryszkowce – wieś na Ukrainie w rejonie czortkowskim należącym do obwodu tarnopolskiego. Wieś liczy 1395 mieszkańców.
We wsi jest (2005 rok) szkoła, klub, biblioteka, punkt medyczny, muzeum historii wsi oraz cerkiew Opieki NMP z 1994 roku.

## Historia
Pierwsza wzmianka o Oryszkowcach pochodzi z 1574 roku.
Stanisław Golski po raz drugi ożenił się z Anną Potocką, córką kasztelana kamienieckiego Andrzeja Potockiego, za nią miał wsi Oryszkowce i Hadyńkowce.
W 1880 roku wieś miała 756 mieszkańców należących do wyznania greckokatolickiego i 390 rzymskich katolików. Parafia greckokatolicka była na miejscu. Rzymscy katolicy mieli kościół i parafię w Kopyczyńcach.
W dwudziestoleciu międzywojennym wieś należała do powiatu kopyczynieckiego w województwie tarnopolskim. W 1921 roku liczyła 1902 mieszkańców, w tym 1104 Ukraińców, 773 Polaków i 23 Żydów. W 1931 roku liczba mieszkańców wzrosła do 2100.
W marcu 1944 roku oddział UPA zabił w Oryszkowcach 50 Polaków.
Do 2020 w rejonie husiatyńskim. 

## Pomniki
- mieszkańców wsi poległych w czasie wielkiej wojny ojczyźnianej (1988)[3]
- bojowników o wolność Ukrainy (1993)[3]
- symboliczne mogiły Strzelców Siczowych i członków UPA (1993)[3]

## Urodzeni w Oryszkowcach
- Czesław P. Dutka (1936–2020) – polski filolog[3]
- Jarosław Suchyj (1951) – ukraiński polityk, deputowany Rady Najwyższej[3]